# Richard Boadu
Richard Boadu, né le 4 avril 1998 à Kumasi (Ghana), est un footballeur ghanéen qui évolue au poste de milieu de terrain pour le club libyen d'Al-Ahly Benghazi.

## Biographie

### Jeunesse et formation
Richard Boadu est né et a grandi à Kumasi, au Ghana. Il commence sa carrière avec Cornerstones, un club de division inférieure basé dans sa ville natale. Il rejoint ensuite Phar Rangers, un autre club ghanéen, avant de signer avec Medeama SC en 2018.

### Carrière en club

#### Medeama SC
En février 2018, Richard Boadu signe un contrat à long terme avec Medeama SC, basé à Tarkwa. Il fait ses débuts le 17 mars 2018 lors d'une victoire 1-0 contre Karela United. Au cours de la saison 2019-2020, il participe à 14 matchs avant que la ligue ne soit annulée en raison de la pandémie de COVID-19.
En mars 2020, il prolonge son contrat avec Medeama jusqu'en 2024. Ses performances attirent l'attention d'Asante Kotoko, mais le transfert est retardé jusqu'en 2021.

#### Asante Kotoko
En septembre 2021, Richard Boadu rejoint finalement Asante Kotoko. Il devient rapidement un joueur clé pour le club et participe à 60 matchs, inscrivant 2 buts.

#### Al-Ahly Benghazi
Le 28 juillet 2023, Asante Kotoko annonce le transfert de Richard Boadu au club libyen d'Al-Ahly Benghazi. Une semaine plus tard, Al-Ahly confirme officiellement sa signature pour la saison 2023/24. Il rejoint immédiatement ses coéquipiers pour la pré-saison,.

## Style de jeu
Richard Boadu est connu pour :
- Sa vision du jeu et sa capacité à distribuer des passes précises.
- Son endurance et sa capacité à couvrir beaucoup de terrain.
- Son leadership, ayant été capitaine d'Asante Kotoko pendant son passage au club.

## Statistiques
| Saison    | Club             | Championnat          | Matchs joués | Buts |
| --------- | ---------------- | -------------------- | ------------ | ---- |
| 2018–2021 | Medeama SC       | Ghana Premier League | 43           | 1    |
| 2021–2023 | Asante Kotoko    | Ghana Premier League | 60           | 2    |
| 2023–     | Al-Ahly Benghazi | Championnat libyen   | 0            | 0    |

- Statistiques mises à jour au 2025.